# Hot Springs (Dakota du Sud)
La ville de Hot Springs est le siège du comté de Fall River, situé dans le Dakota du Sud, aux États-Unis. Elle comptait 3 711 habitants au recensement de 2010. La municipalité s'étend sur 3,61 milles carrés (9,35 km2).
Hot Springs est fondée en 1879. Son nom est la traduction du nom amérindien de la ville Minne-kahta (« eau chaude ») ou We-wi-la-kahta (« sources chaudes »).

## Démographie
| 1890  | 1900  | 1910  | 1920  | 1930  | 1940  |
| ----- | ----- | ----- | ----- | ----- | ----- |
| 1 423 | 1 319 | 2 140 | 2 141 | 3 486 | 4 083 |

| 1950  | 1960  | 1970  | 1980  | 1990  | 2000  |
| ----- | ----- | ----- | ----- | ----- | ----- |
| 5 030 | 4 943 | 4 434 | 4 742 | 4 325 | 4 129 |

| 2010  | - | - | - | - | - |
| ----- | - | - | - | - | - |
| 3 711 | - | - | - | - | - |